# J. V. Lehtonen
Johannes Vihtori Lehtonen, född 8 december 1883 i Hollola, död 23 maj 1948 i Helsingfors, var en finländsk  litteraturhistoriker.
Lehtonen blev filosofie doktor 1919. Han var 1923–1935 docent i litteraturhistoria vid Helsingfors universitet och från 1935 extra ordinarie professor i ämnet. Han var en framstående expert på den franska litteraturen och utgav inom detta område bland annat en monografi över Victor Hugo (1917), men ägnade sig senare främst åt Kiviforskning; hans huvudarbete var Runon kartanossa (1928).
Lehtonen tjänstgjorde 1928–1930 och 1938–1939 som ordförande för Sällskapet för litteraturforskning i Finland.